# Fort Coenraadsburg
Fort Coenraadsburg o Conraadsburg, già Fort São Tiago da Mina, è un forte della Costa d'Oro olandese, costruito nel 1652 per proteggere Fort Elmina da attacchi esterni. La fortificazione venne costruita sul sito di una cappella fortificata eretta dai portoghesi che gli olandesi avevano distrutto nel corso della battaglia di Elmina (1637). Gli olandesi cedettero il forte agli inglesi nel 1872, assieme all'intera Costa d'Oro olandese.

## Galleria d'immagini

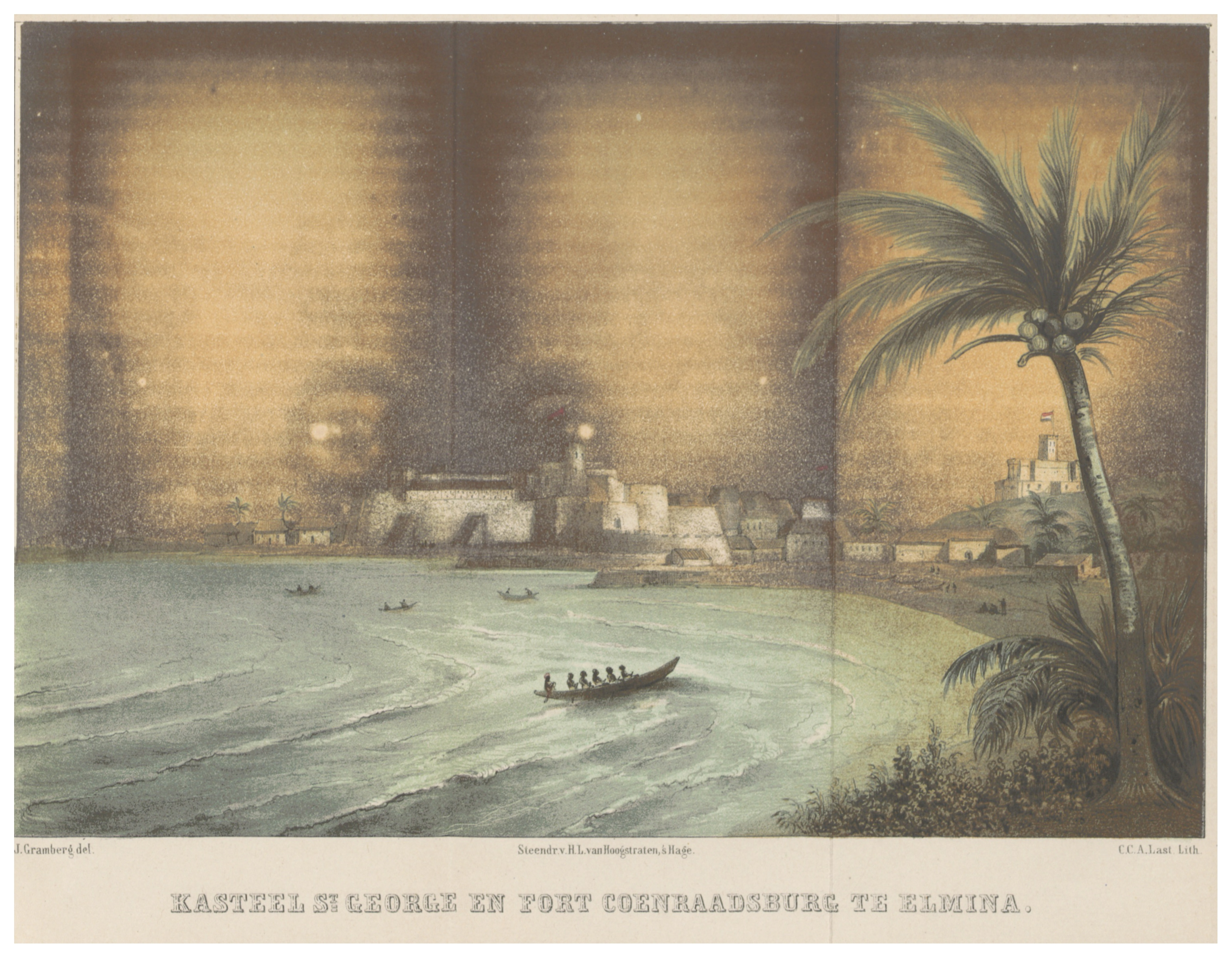
Fort Coenraadsburg (stampa del 1861)
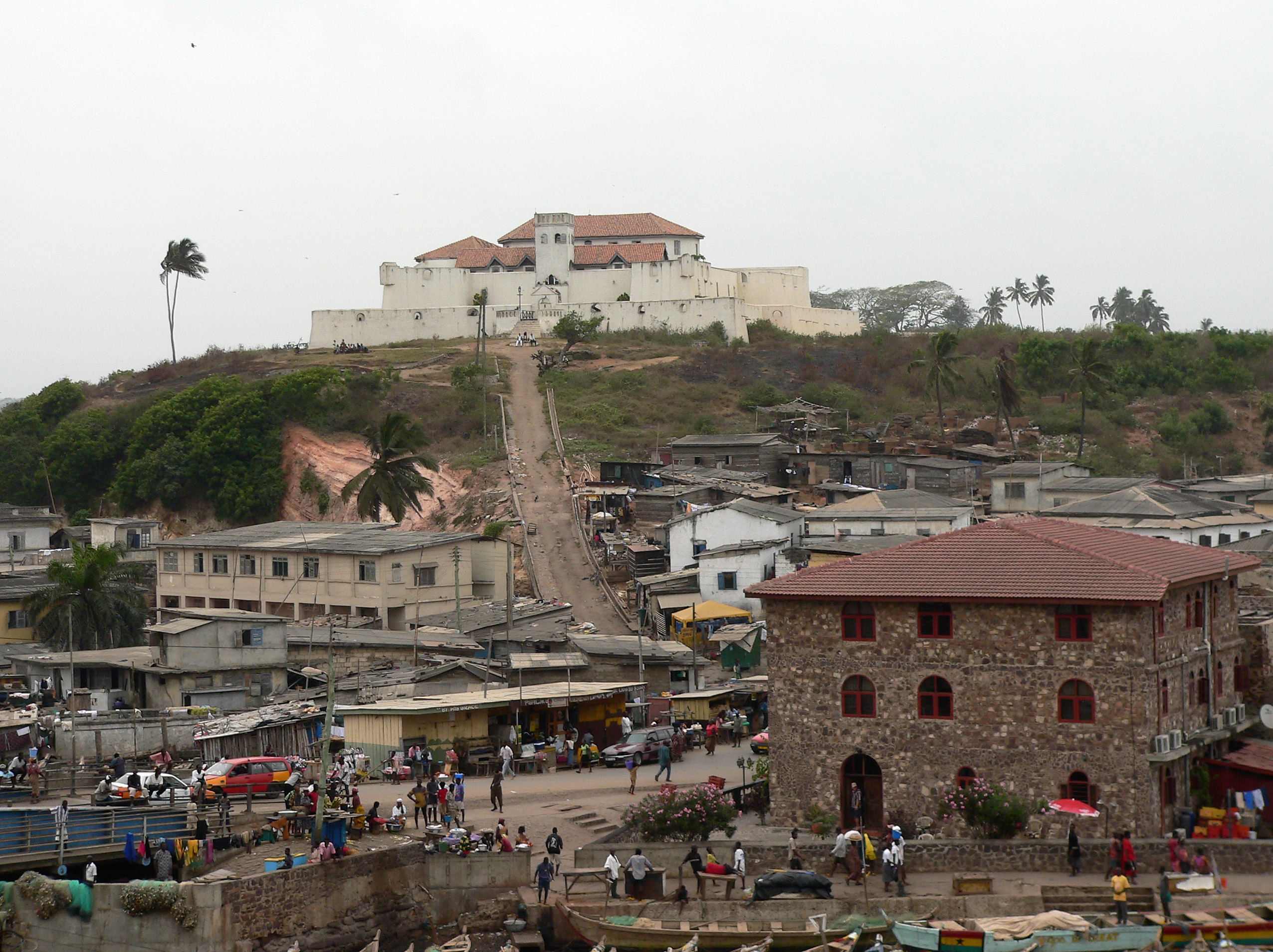
Veduta del forte di Coenraadsburg da Elmina
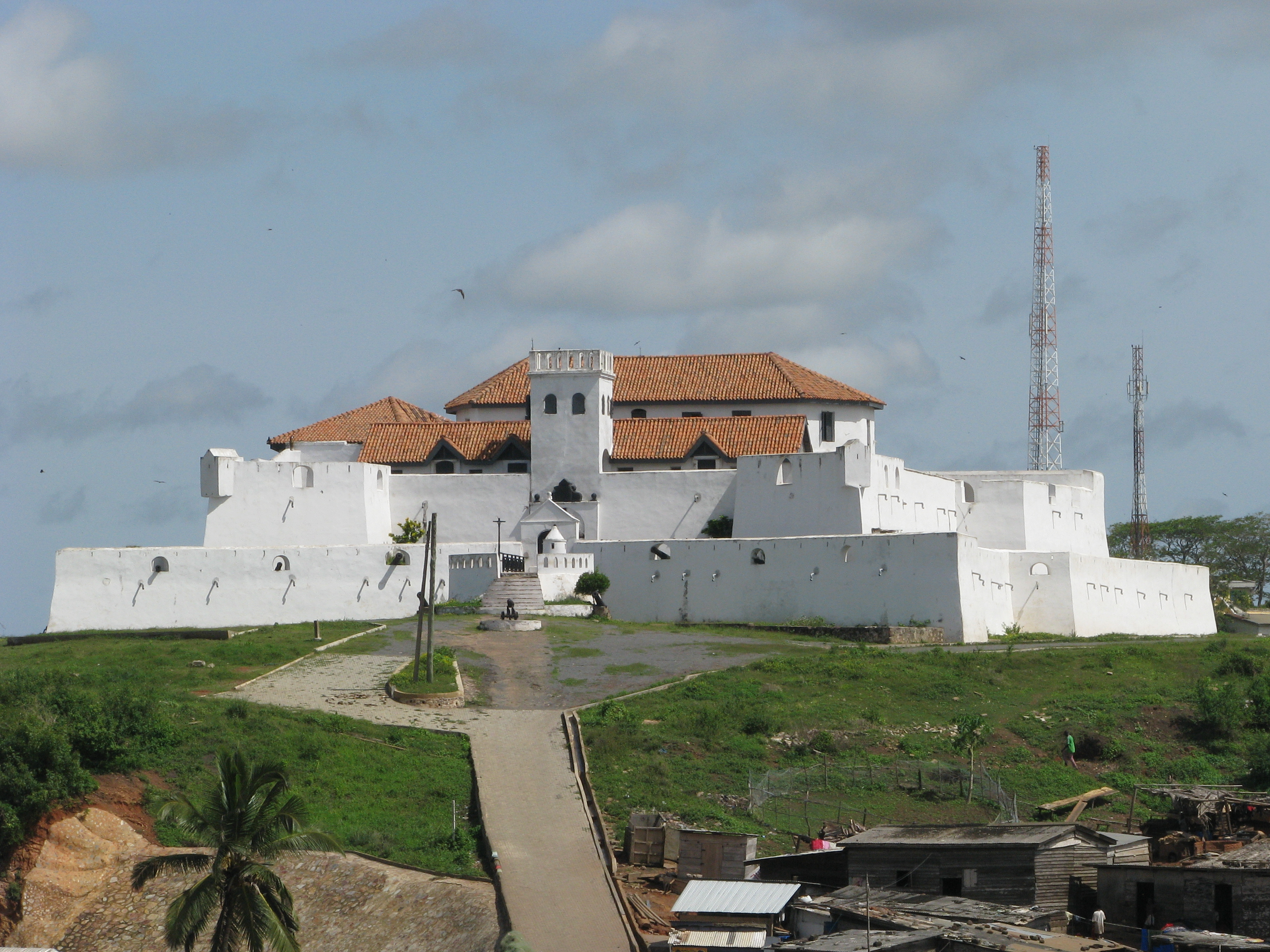
Fort Coenraadsburg